# Les Filles (film, 1978)
Pour les articles homonymes, voir Les Filles.
Pour plus de détails, voir Fiche technique et Distribution.
Les Filles (ගැහැණු ළමයි, Gehenu Lamai) est un film dramatique et sentimental srilankais réalisé par Sumitra Peries dans son premier long métrage et sorti en 1978.
Produit par Lester James Peries, le mari de la réalisatrice, le film a introduit Vasanthi Chathurani (si) à l'art cinématographique du pays. Avec elle, le film met en vedette Ajith Jinadasa et Jenita Samaraweera dans les rôles principaux, ainsi que Shyama Anandan et Cyril Kothalawala. La musique est composée par Nimal Mendis. Il s'agit chronologiquement du 390e film du cinéma sri-lankais.
Le film a reçu des critiques positives et a été un succès public.

## Synopsis
Kusum voit Nimal conduire une procession dans leur village.
Kusum se souvient alors de son enfance passée avec son ami Nimal. Elle reçoit l'enseignement du garçon le plus âgé. Kusum entre ensuite à l'internat, ce qui lui permet d'être plus âgée. Elle se fait une amie en la personne de Podmini qui admire l'innocence de Kusum.
Lorsque Kusum se rend chez elle, elle aide la mère de Nimal, Mme Satharasinghe. Lors d'une de ces visites, Nimal engage une relation avec Kusum. Ils tombent amoureux, mais Kusum commence à se sentir coupable en raison de son statut de classe inférieure. Soma est choisie pour participer à un concours de beauté et Kusum et Nimal en profitent pour passer du temps ensemble.
Mme Satharasinghe les prend sur le fait et interroge Kusum, ce qui l'amène à révéler sa relation avec Nimal. Mme Satharasinghe la gronde et la relève de ses fonctions d'aide à domicile. Poussée par la culpabilité, Kusum rompt tout contact avec Nimal. Soma, quant à elle, tombe enceinte et est abandonnée par le père. Kusum commence à s'occuper de l'enfant.
Nimal devient professeur à l'école de Kusum, ce qui les remet en contact. Elle essaie de garder leurs rencontres formelles bien que, sur l'insistance de Podmini, elle échange quelques mots avec lui devant une autre fille. Cette dernière malmène Kusum avant que Podmini ne vienne à sa rescousse. Kusum rejette alors l'aide de Nimal.
L'histoire revient ensuite au présent et Nimal arrive au village. Kusum révèle qu'elle n'a pas réussi à entrer à l'université et qu'elle est maintenant au chômage. Elle se demande si c'est son destin.

## Fiche technique
- Titre français : Les Filles[4]
- Titre original singhalais : ගැහැණු ළමයි, Gehenu Lamai[5],[6]
- Réalisation : Sumitra Peries
- Scénario : Sumitra Peries, d'après le roman de Karunasena Jayalath
- Photographie : M. S. Ananda (si)
- Montage : Sumitra Peries
- Musique : Nimal Mendis (si)
- Production : Lester James Peries
- Sociétés de production : Lester James Peries Production
- Format : Noir et blanc - Son mono - 35 mm
- Pays de production :  Sri Lanka
- Langue originale : singhalais
- Genre : drame sentimental
- Durée : 110 minutes
- Dates de sortie : 
  - Sri Lanka : 1978
  - France : décembre 1980 (Festival des 3 Continents)[4]

## Distribution
- Vasanthi Chathurani (si) : Kusum Liyanage
- Ajith Jinadasa : Nimal Satharasinghe
- Jenita Samaraweera : Soma Liyanage, la sœur de Kusum
- Shyama Ananda (si) : Padmini, la meilleure amie de Kusum
- Trilicia Gunawardena (te) : Mme Jenny Liyanage, la mère de Kusum et de Soma
- Chitra Wakishta (te) : Kamalawathie Satharasinghe
- Senaka Perera : M. Liyanage, le père malade de Kusum et Soma.
- Nimal Dayaratne : Gunapala, l'ami de Podmini.
- Dayamanthi Pattiarachchi : Maduri
- Joe Abeywickrema (si) : le médecin